# Skadovka, Ceaplînka
Skadovka (în ucraineană Скадовка) este localitatea de reședință a comunei Skadovka din raionul Ceaplînka, regiunea Herson, Ucraina.

## Demografie
Componența lingvistică a localității Skadovka
     Ucraineană (68,28%)
     Rusă (4,83%)
     Alte limbi (0,71%)
Conform recensământului din 2001, majoritatea populației localității Skadovka era vorbitoare de ucraineană (68,28%), existând în minoritate și vorbitori de rusă (4,83%).